# Géographie du Brésil
Le Brésil est un pays d'Amérique du Sud. Cinquième pays du monde par sa superficie, il est bordé à l'est par l'océan Atlantique et s'étend vers l'intérieur du continent le long des bassins hydrographiques des fleuves Amazone et Paraná.
Son territoire peut schématiquement se diviser en deux principales zones : la moitié nord-ouest du pays se constitue du bassin de l'Amazone, couverte par la forêt équatoriale tandis que le sud-est est une région de plateaux et de montagnes, couverte de savanes et de forêts. Cette division rapide ne doit cependant pas masquer la diversité des biomes du territoire brésilien qui vont des forêts tropicales humides du bassin amazonien aux prairies inondées du Pantanal et des savanes semi-arides du Sertão aux mangroves du littoral.
Le climat est tropical sur la majorité du pays, chaud et humide. Les saisons, inversées par rapport à l'hémisphère nord (hiver en juin, juillet et août) sont peu marquées sur la majorité du territoire. En hiver les températures descendent rarement en dessous de 10 °C alors qu'elles montent fréquemment à plus de 40 °C en été. Seules les montagnes du sud du pays peuvent connaître exceptionnellement des températures négatives.

## Situation et étendue

Situation du Brésil dans le monde.

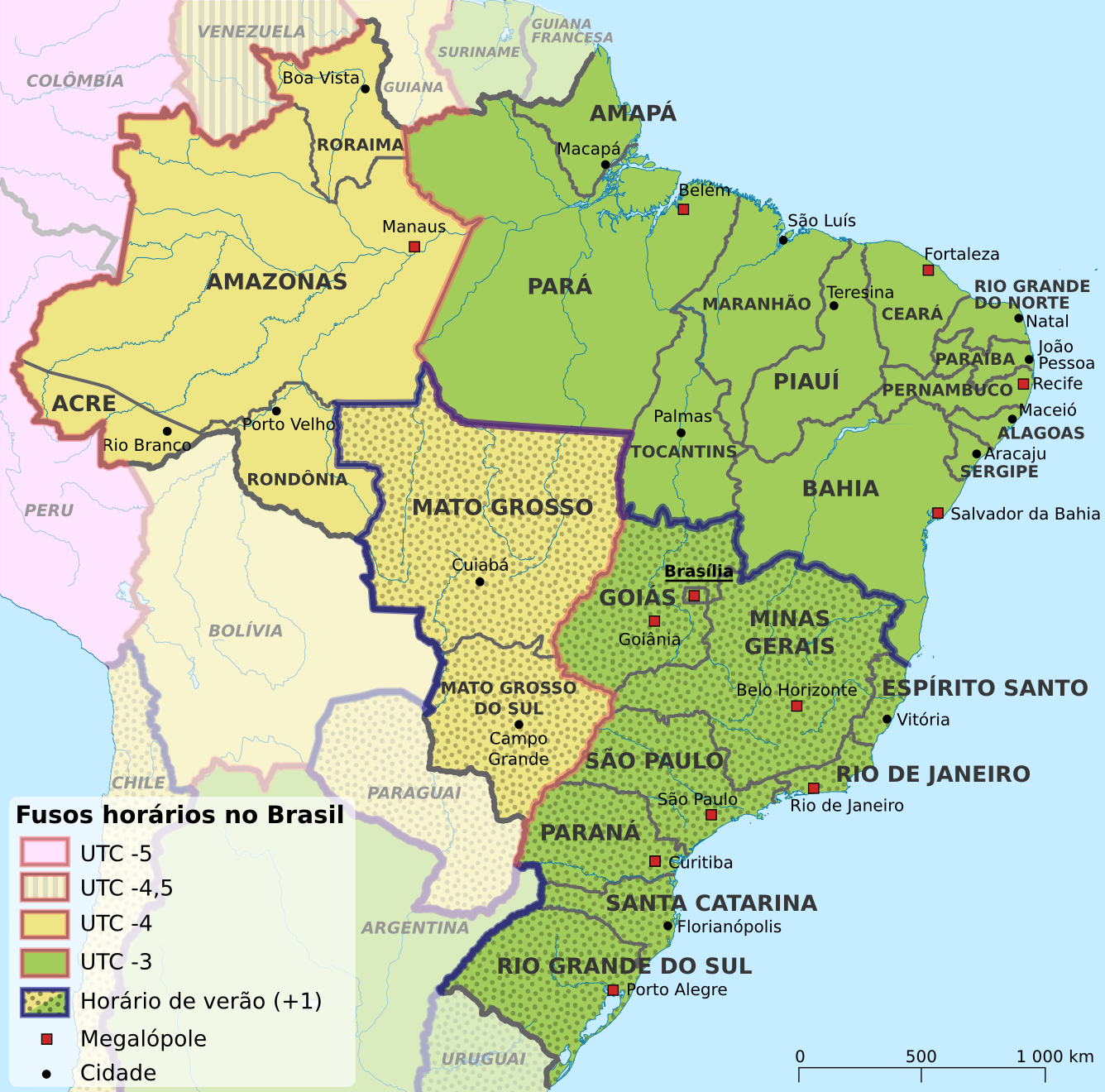
Fuseaux horaires et heure d'été au Brésil.

Avec une superficie de plus de 8,5 millions de kilomètres carrés,, le Brésil occupe une grande part des côtes orientales de l'Amérique du Sud, la partie centrale du continent ainsi que quelques îles de l'océan Atlantique. Cinquième pays du monde par la superficie, il n'est dépassé que par la Russie, le Canada, la Chine et les États-Unis. Son territoire s'étend sur 4 395 km du Nord au Sud (5° 16′ 20″ Nord à 33° 44′ 32″ Sud de latitude) et 4 319 km d'Est en Ouest (34° 47′ 30″ Ouest à 73° 59′ 32″ Ouest de longitude) et couvre trois fuseaux horaires. La capitale Brasilia et les zones les plus peuplées du pays se situent dans le fuseau UTC−03:00.
Au-delà du continent et des îles côtières, le Brésil possède également l'archipel Fernando de Noronha, situé à 350 km au nord-est de son extrémité orientale, ainsi que quelques îlots dans l'Atlantique, l'archipel des Abrolhos, l'atoll das Rocas, les rochers de Saint-Pierre et Saint-Paul et les îles de Trindade et Martim Vaz.
À l'Est, le long de l'Atlantique, le littoral brésilien s'étend sur 7 491 km. À l'Ouest, le Brésil partage 16 885 km de frontières avec, successivement dans le sens des aiguilles d'une montre du Sud au Nord, l'Uruguay, l'Argentine, le Paraguay, la Bolivie, le Pérou, la Colombie, le Venezuela, le Guyana, le Suriname et la Guyane. Les seuls pays sud-américains ne partageant pas de frontière avec le Brésil sont le Chili et l'Équateur. Quelques portions de frontières font l'objet de discussion mais le Brésil n'entretient pas de conflit majeur à propos des frontières avec ses voisins.
Le pays est traversé à la fois par la ligne de l'équateur au Nord et par le tropique du Capricorne au Sud. La majeure partie, soit 93 %, de son territoire se situe dans l'hémisphère sud. 92 % se trouve dans la zone intertropicale et 8 %, à l'extrême Sud, dans la zone tempérée

## Relief

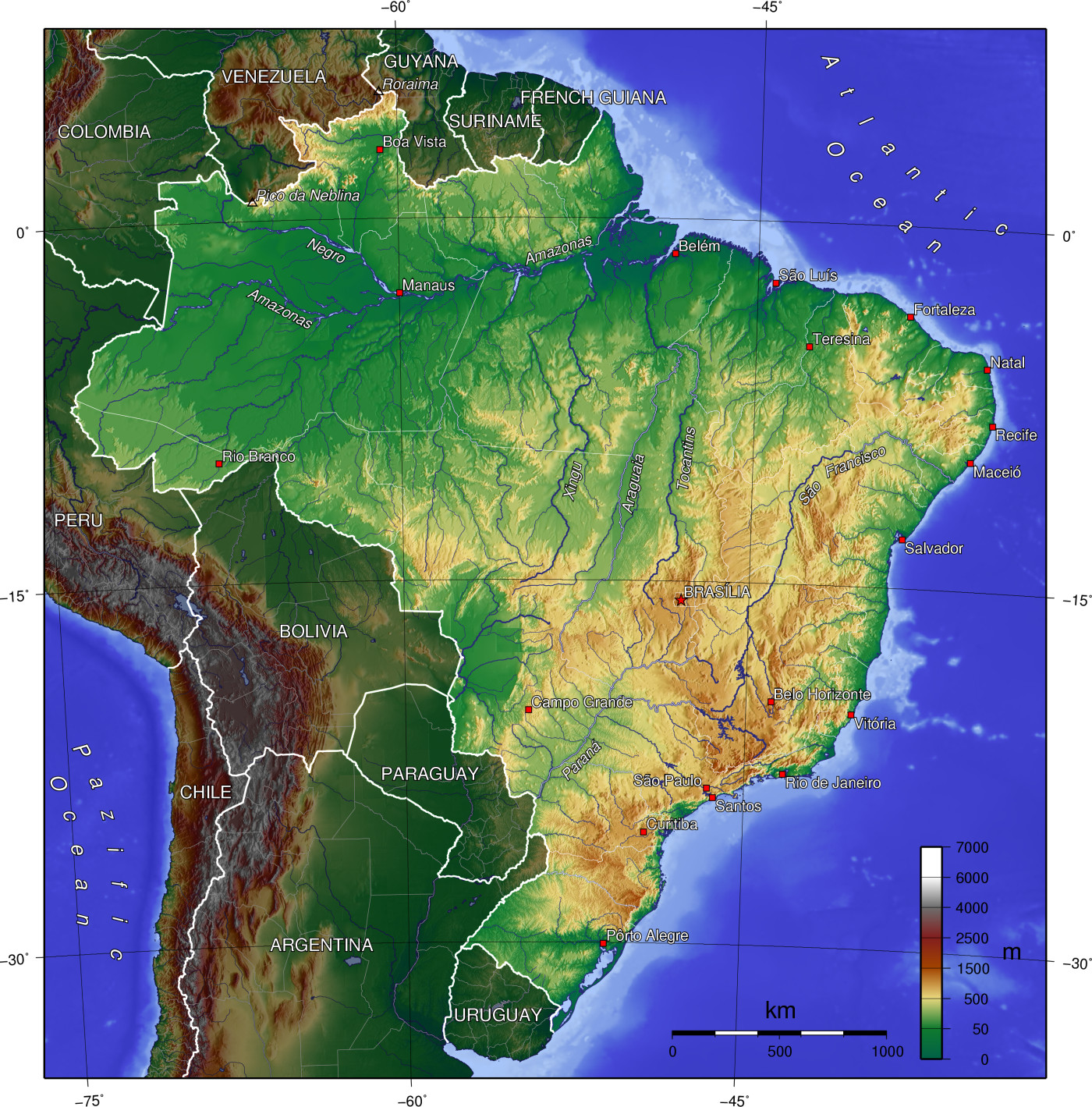
Carte topographique du Brésil.

Le Brésil est un pays au relief modeste. 40 % du territoire national se situe à moins de 200 m d'altitude, 45 % entre 200 m et 600 m et 12 % entre 600 m et 900 m. Seuls 3 % constituent les zones montagneuses, dépassant les 900 m d'altitude. Les principales formes de relief du pays sont les plaines et des plateaux.

### Plaines
Les plaines couvrent plus de 3 000 000 de kilomètres carrés du territoire brésilien. Elles se divisent en trois principales zones : le bassin amazonien, le Pantanal et les plaines littorales.
La plus vaste zone de basses terres du pays se trouve dans la région Nord du pays, il s'agit de la plaine amazonienne, située entre le plateau des Guyanes au Nord et le plateau brésilien au Sud, l'océan Atlantique à l'Est et la cordillère des Andes à l'Ouest. La zone de plaine à proprement parler n'occupe qu'une partie de la région, entourées de vastes plateaux sédimentaires de faible altitude. Depuis le lit des fleuves, on observe trois zones qui se distinguent par leur altitude :
- la varzea, le long du lit du fleuve, est un terrain de formation récente qui est fréquemment inondé et régulièrement renouvelé par l'érosion du sol ;
- les terrasses fluviales, dont l'altitude par rapport au fleuve ne dépasse pas 30 m et qui sont périodiquement inondées ;
- les bas-plateaux, appelés terra firme (« terre ferme » en français), sont constitués de terrains du Cénozoïque épargnés par les inondations courantes.

La plus particulière des plaines brésiliennes est le Pantanal, située principalement dans l'Ouest du Mato Grosso do Sul, entre le plateau central et le plateau méridional. Baignée par le Paraguay et ses affluents, cette plaine est entièrement inondée chaque année en période de crue. Elle abrite un biome très riche de prairies et savanes inondées.
Les plaines côtières forment une longue et étroite bande littorale depuis l'État de l'Amapá jusqu'au Rio Grande do Sul. Elles peuvent être localement interrompues par des avancées des plateaux en direction de la mer. Ces terres basses sont constituées de terrains du Cénozoïques et de formations actuelles.

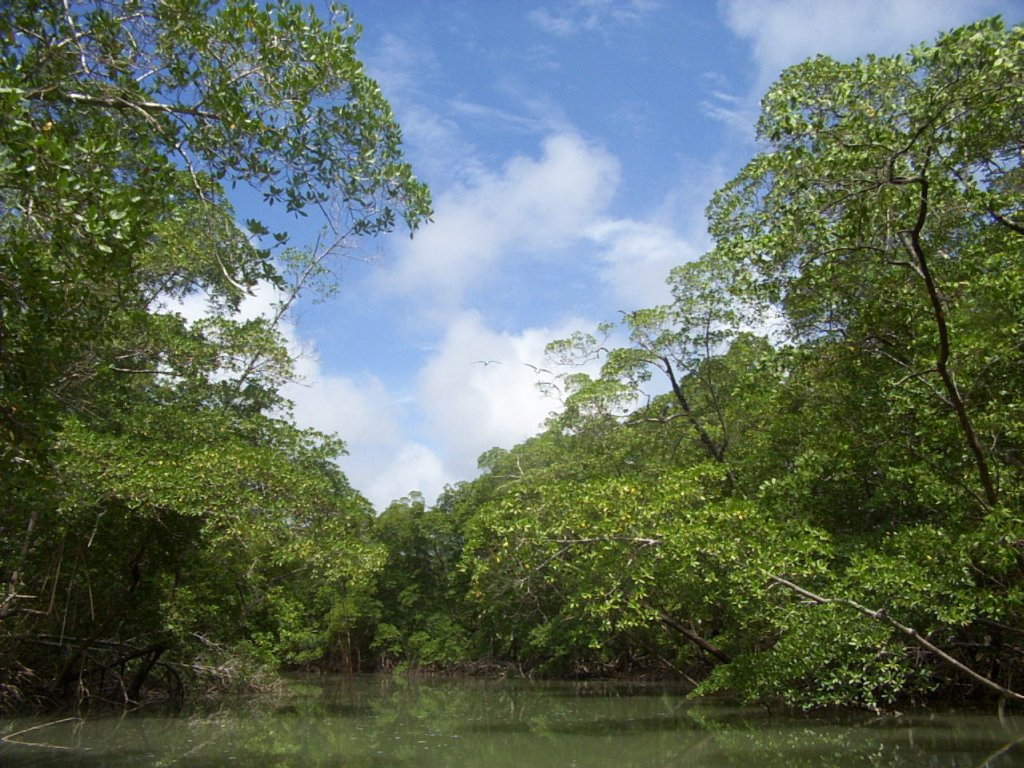
Rivière dans la forêt pluviale amazonienne.
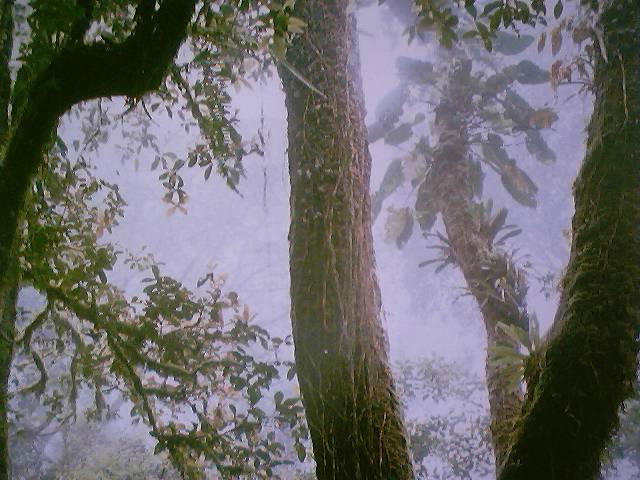
Forêt atlantique.
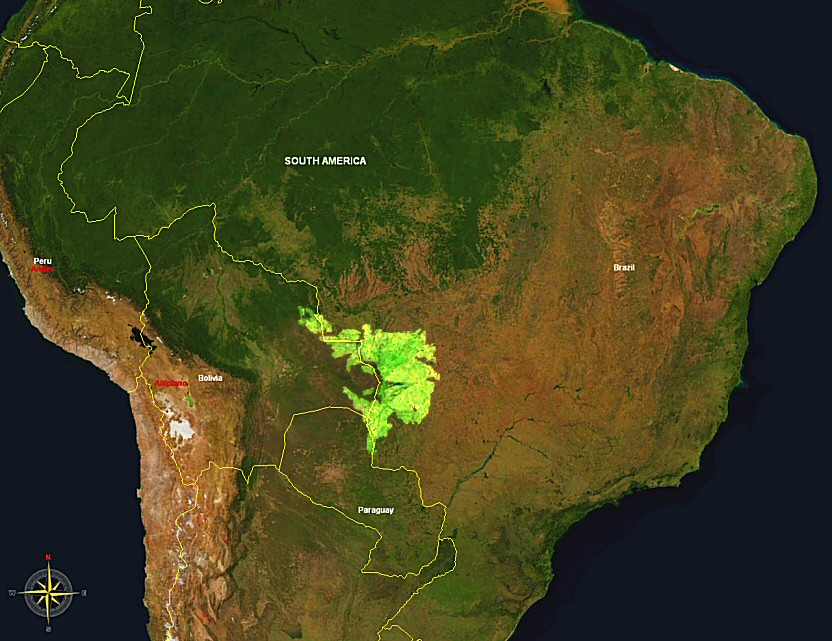
Vue du Pantanal par satellite.
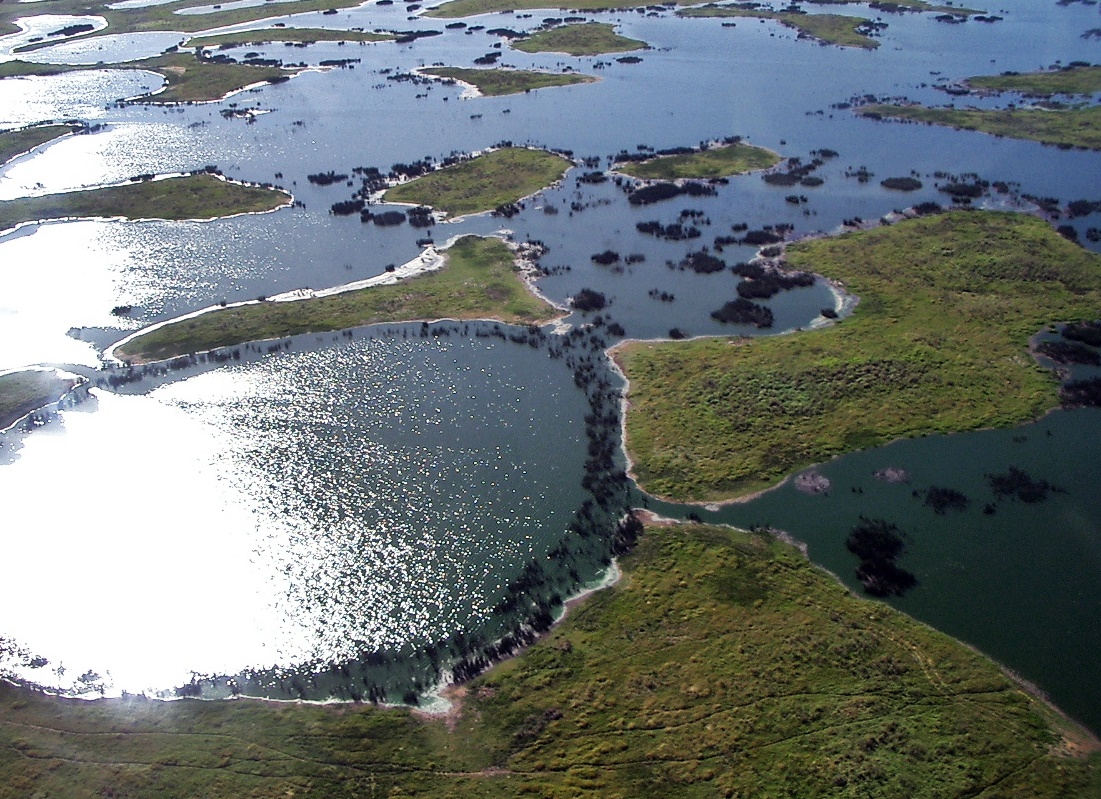
Vue aérienne du Pantanal.

### Plateaux
Les plateaux occupent environ 5 000 000 de kilomètres carrés et se répartissent en deux zones principales, séparées par des plaines : le plateau des Guyanes et le plateau brésilien.
- Le plateau des Guyanes se situe au nord du pays, à cheval sur le Venezuela, le Guyana, le Suriname et la Guyane. Également appelé bouclier guyanais, il est constitué de roches magmatiques et métamorphiques anciennes, datant de la période du Précambrien. Au Brésil, il se divise en deux zones distinctes :
  - une région montagneuse (região serrana en portugais), située à la limite nord du plateau et qui présente, comme son nom l'indique, une chaîne de montagne de plus de 2 000 m d'altitude qui culmine à 2 994 m dans la serra do Imeri, au Pico da Neblina ;
  - le plateau nord amazonien, au sud de la région montagneuse, caractérisé par une altitude modeste, inférieure à 800 m, présentant une érosion très marquée et couvert par la forêt tropicale humide.

- Le plateau brésilien (planalto brasileiro en portugais) est un vaste plateau qui s'étend sur toute la partie centrale du Brésil, avec des ramifications en direction du Nord-Est, de l’est, du Sud-Est et du Sud. Il est constitué principalement de roches magmatiques et métamorphiques mais présente également quelques zones sédimentaires notables. Il se divise en plusieurs plateaux secondaires :
  - le plateau central se situe au centre du pays, sur les États du Goiás et du Minas Gerais, et en partie sur le Tocantins, le Mato Grosso et le Mato Grosso do Sul. Il est caractérisé par la présence de roches cristallines du Précambrien alternant avec des terrains sédimentaires du Paléozoïque et du Mésozoïque. Le relief typique de la région est dénommé chapada, une élévation présentant une partie plane à son sommet ;
  - le plateau méridional se situe dans les régions Sud, Sud-Est et Centre-Ouest du Brésil, dans les zones parcourues par les fleuves Paraná et Uruguai, et leurs affluents. Les terrains y sont majoritairement sédimentaires, partiellement recouverts de roches basaltiques. On y trouve de longues cuestas modelées par les cours d'eau du bassin du Paraná ;
  - le plateau du Nordeste est une région d'altitude modeste, (400 m à 900 m) où alternent les chaînes de reliefs cristallins (comme le planalto da Borborema) et de larges chapadas sédimentaires ;
  - les plateaux de l'Est et du Sud-Est longent le littoral et forment le principal ensemble de hautes terres du pays, qui s'étend du Nordeste à l'État de Santa Catarina, le long des chaînes de montagnes qui les séparent du littoral. Ces terrains très anciens datent du Précambrien ;
  - le plateau du Maranhão-Piauí se situe sur le territoire des États du même nom, entre le plateau central et le bassin amazonien. Son relief, peu élevée, est formé de bassins sédimentaires et de cuestas ;
  - le bouclier du Rio Grande do Sul est constitué de terrains cristallins d'une altitude de 200 à 400 m formant un relief de collines peu élevées.

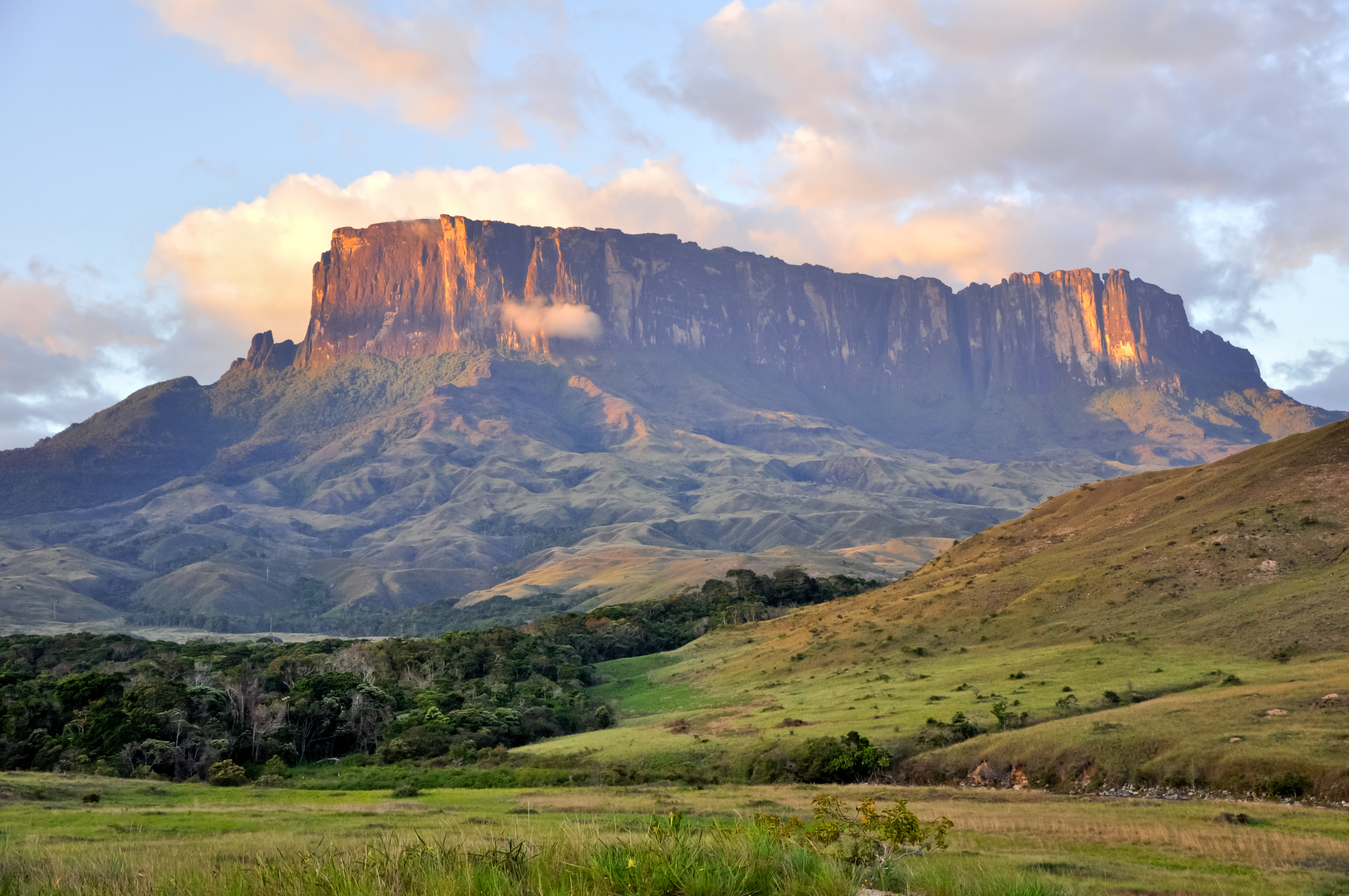
Le mont Roraima, à la limite du Brésil, du Venezuela et du Guyana.
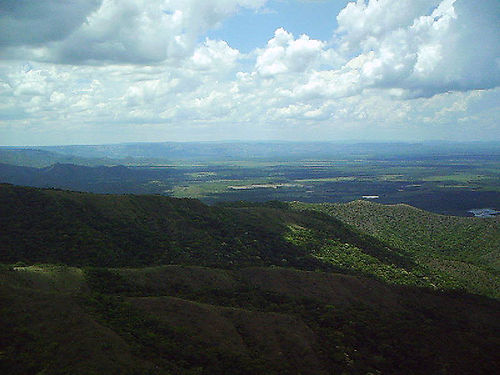
La chapada dos Guimarães.
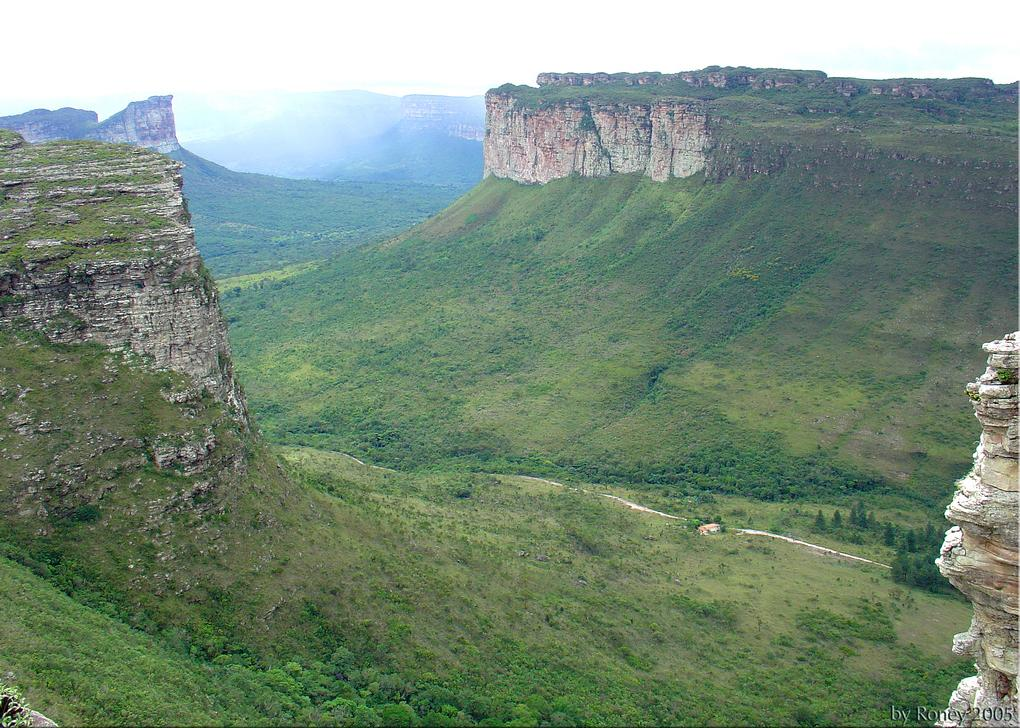
Chapada Diamantina dans l'État de Bahia.
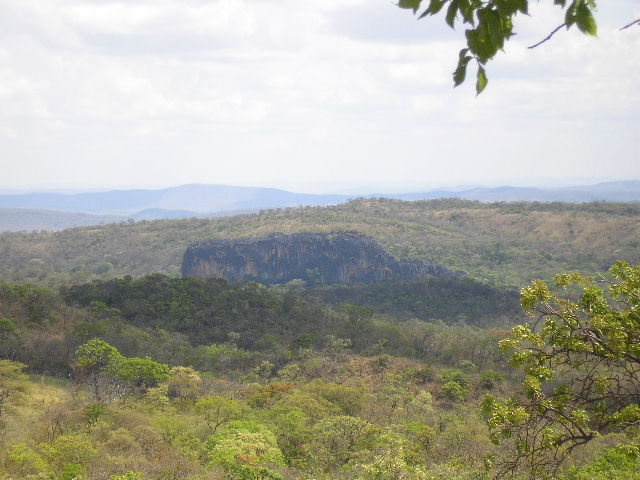
Paysage du Nord-Ouest du Minas Gerais.

### Zones montagneuses
Les principales chaînes de montagnes du pays se situent le long du littoral atlantique (serra do Mar, serra da Mantiqueira ou serra do Espinhaço notamment) et dans l'extrême Nord du pays (sur le plateau des Guyanes). Au Nord du pays, le Pico da Neblina situé à la frontière avec le Venezuela, constitue le point culminant du Brésil avec 2 994 m d'altitude. Sur le plateau des Guyanes, on trouve nombreuses formations caractéristiques appelées tepuys. Concernant la chaîne littoral, elle culmine au pic de la Bandeira (2 890 m), à la frontière du Minas Gerais et de l'Espirito Santo.

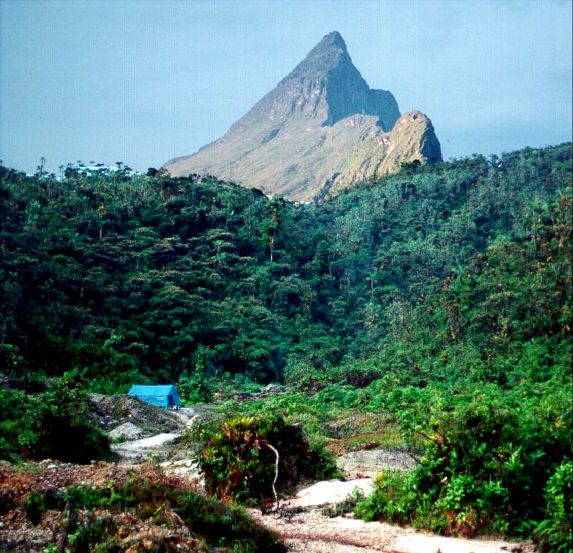
Le Pico da Neblina, point culminant du pays.
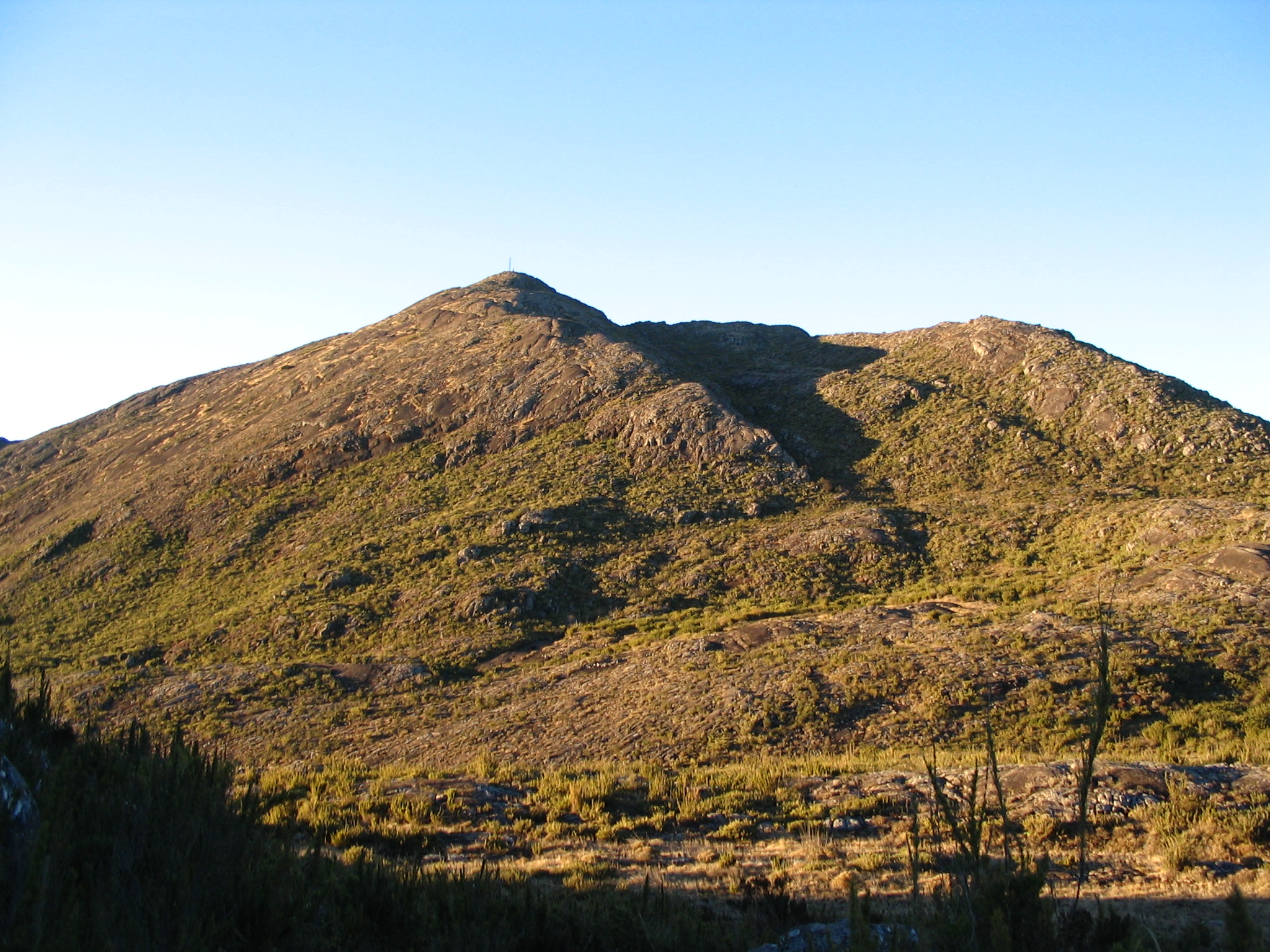
Pic de la Bandeira.
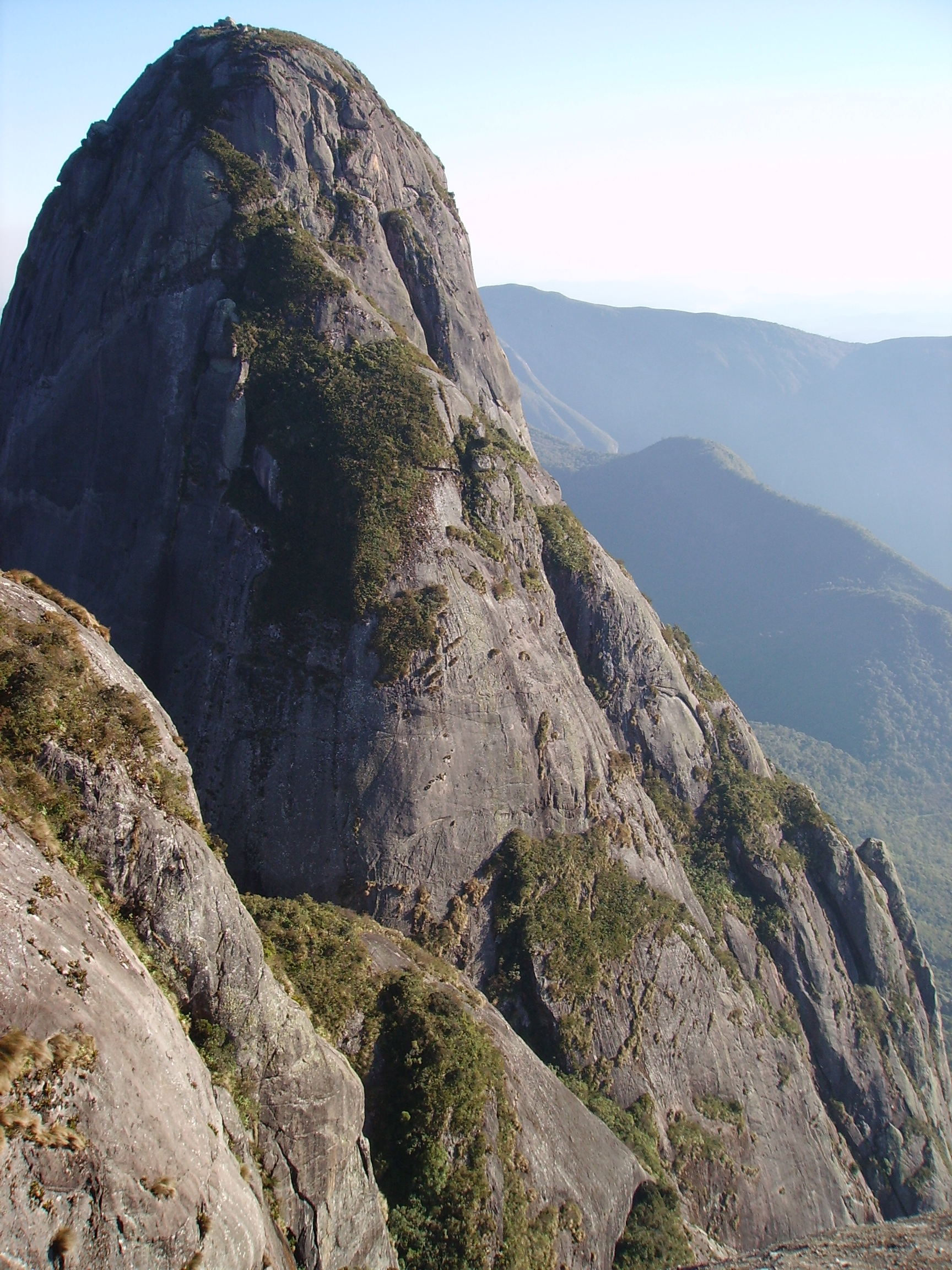
Le Pico Maior de Friburgo, point culminant de la Serra do Mar.
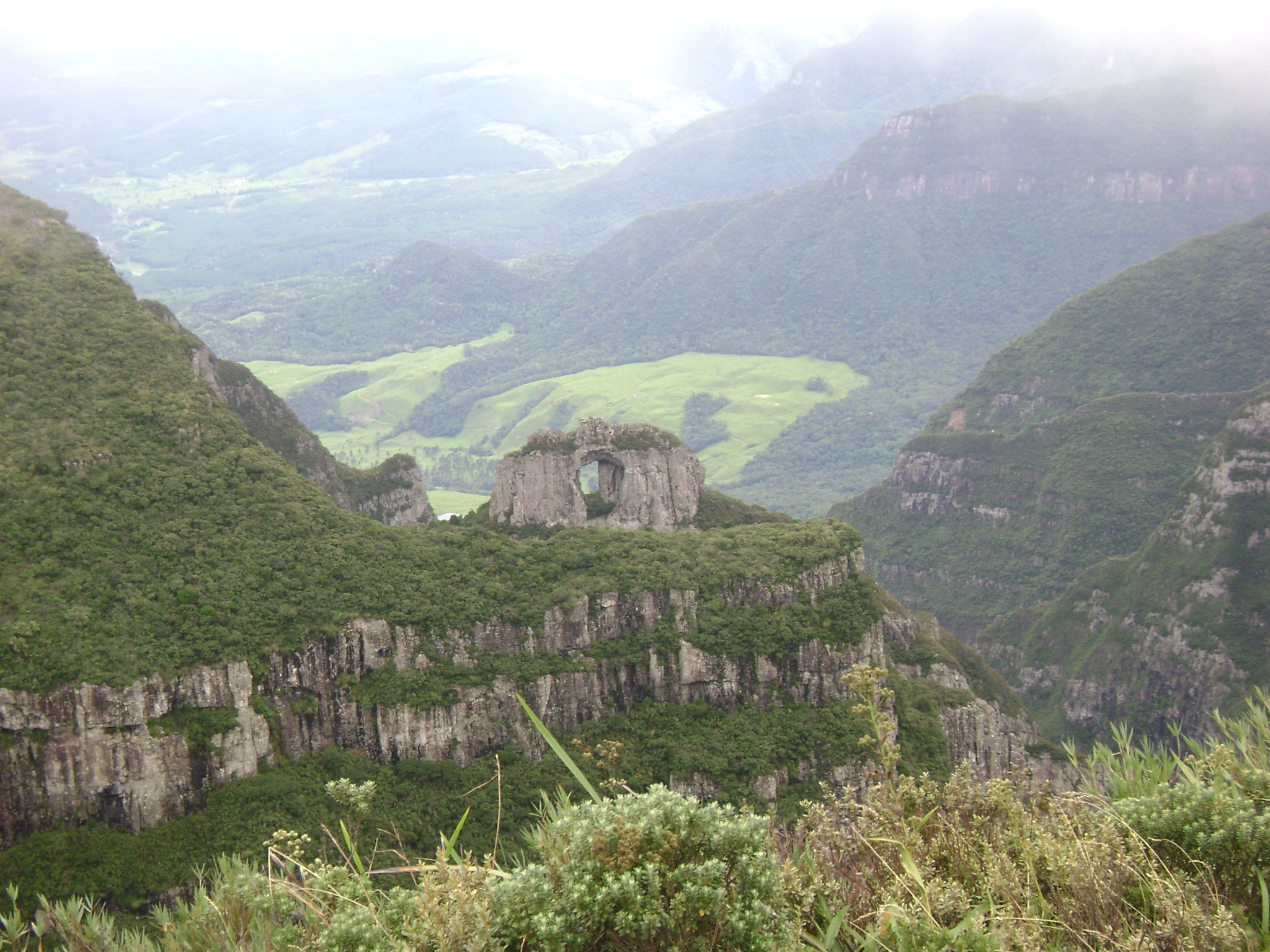
Paysage de montagne dans la Serra Geral, État de Santa Catarina.

### Cratères d'impact
On trouve plusieurs cratères d'impact au Brésil, partiellement ou totalement érodés ou recouverts de végétation : le cratère d'Araguainha (40 km de diamètre), le cratère de Serra da Cangalha (12 km de diamètre), ou encore le cratère de Vista Alegre, le cratère de Riachao ou le dôme de Vargeao (12 km de diamètre).

## Hydrographie

Principaux bassins hydrographiques du Brésil.

Le Brésil possède l'un des réseaux hydrographiques les plus étendus de la planète. Le seul bassin de l'Amazone, principal fleuve mondial par le débit, représente environ 20 % du volume total des eaux douces déversées dans les océans. L'Amazone est également le deuxième fleuve du monde par la longueur après le Nil. Le deuxième principal cours d'eau du pays est le fleuve Paraná qui prend sa source au Brésil avant de traverser également le Paraguay et l'Argentine.
La plupart des fleuves et rivières du Brésil sont des cours d'eau de hauts-plateaux. Ces derniers, comme le rio Paraná ou le rio São Francisco, présentent de nombreuses gorges et cascades et possèdent des dénivelés importants qui permettent une exploitation hydroélectrique. Les exceptions notables à cette proposition sont l'Amazone et le Paraguay qui occupent d'immenses bassins et plaines. La quasi-totalité des cours d'eau brésiliens sont exoréiques.
Les fleuves brésiliens présentent un régime pluvial, alimentés presque exclusivement par les eaux de pluie, très abondantes dans la zone intertropicale. La plupart des cours d'eau de la région tropicale connaissent de fortes variations de débit à cause d'une saison des pluies marquée. La plupart de ces cours d'eau sont pérennes, seule la région semi-aride du Nordeste présente des cours d'eau temporaires.
Les cours d'eau brésiliens peuvent être regroupés en quatre bassins fluviaux principaux et trois bassins côtiers secondaires.
- Bassins principaux :
  - bassin amazonien ;
  - bassin de l'Araguaia-Tocantins ;
  - bassin de la Plata, qui regroupe les bassins du Paraná, de l'Uruguay et du Paraguay ;
  - bassin du rio São Francisco.
- Bassins secondaires :
  - bassin de l'Atlantique Nord-Est ;
  - bassin de l'Atlantique Est ;
  - bassin de l'Atlantique Sud-Sud-Est.

Concernant les lacs, le Brésil en possède peu. On peut les partager en deux catégories :
- les lacs de barrages, qui résultent de l'accumulation de matériaux comme les lagunes côtières (lagoa dos Patos ou lagoa Mirim au Rio Grande do Sul) et les lacs de crues qui sont constitués d'étendues d'eau bloquées dans les plaines d'inondation après le retrait des eaux à la fin des crues (phénomène commun en Amazonie et au Pantanal) ;
- les lacs d'érosions, résultant des transformations du relief par les procédés d'érosion, comme sur le plateau brésilien.

On peut également y ajouter les lacs artificiels, résultants de la construction de barrages sur les cours d'eau.

## Climat

Carte climatique du Brésil, selon la classification de Köppen.

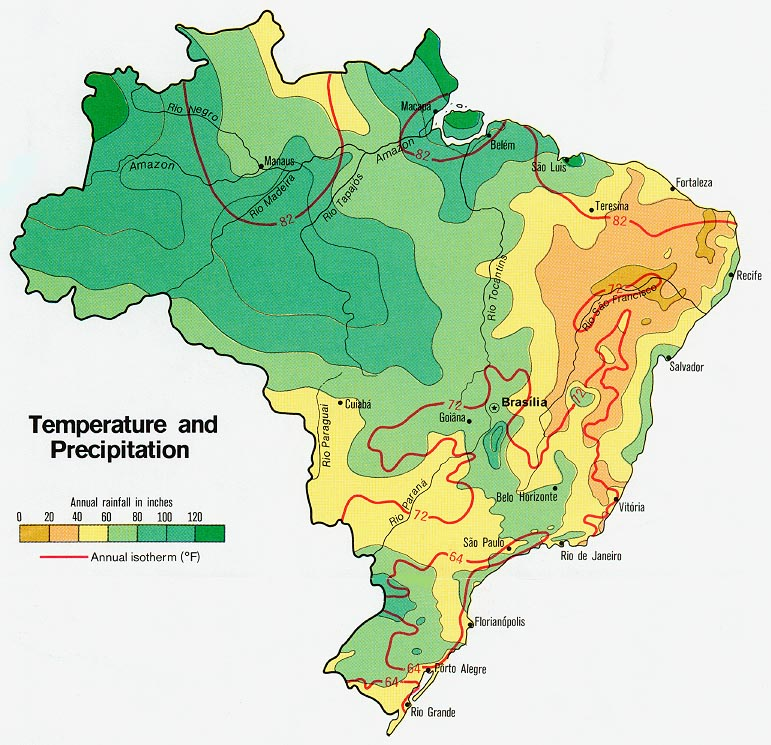
Températures et précipitations.

Bien que plus de 90 % du territoire brésilien se situe en zone tropicale, le climat du pays varie considérablement du Nord au Sud. Le Brésil comporte cinq régions climatiques différentes : équatoriale, tropicale, semi-aride, tropicale d'altitude et subtropicale.
Températures
Au Nord, les températures autour de l'Équateur sont élevées, avec des moyennes annuelles supérieures à 25 °C mais n'atteignent jamais les températures extrêmes (supérieures à 40 °C) des zones dites tempérées. Les variations saisonnières y sont peu importantes. À l'autre extrémité du pays, des gelées peuvent survenir au Sud du tropique du Capricorne durant les mois d'hiver et des chutes de neige surviennent dans les zones montagneuses des États du Paraná, du Rio Grande do Sul et de Santa Catarina. Les températures dans les villes de Belo Horizonte et Brasília sont modérées (généralement comprises entre 15 et 30 °C) du fait de leur altitude avoisinant les 1 000 m. Rio de Janeiro, Recife ou Salvador, situées sur les côtes, connaissent un climat chaud, avec des températures moyennes autour de 25 °C mais bénéficie de brises marines. Les villes du Sud, comme São Paulo, Porto Alegre et Curitiba ont un climat subtropical et les températures peuvent exceptionnellement y descendre sous les 0 °C en hiver. Le sud est la région où l’occurrence de la Neige au Brésil est la plus fréquente.
Précipitations
Le niveau des précipitations varie fortement à travers le pays. La majeure partie du pays connaît des précipitations modérées, comprises entre 1 000 mm et 1 500 mm par an, principalement concentrées sur les mois d'été (de décembre à avril), au Sud de l'Équateur. La région amazonienne est très humide, avec des précipitations supérieures à 2 000 mm par an et qui peuvent atteindre plus de 3 000 mm dans certaines régions de l'Amazonie occidentale comme vers la ville de Belém. La région amazonienne connaît cependant une saison relativement sèche qui dure de trois à cinq mois.
Ces précipitations abondantes et régulières de la zone équatoriale contrastent avec le climat semi-aride de la région du Nordeste, où les précipitations sont rares et où se produisent de fréquentes sécheresses. Le Nordeste est la zone la plus sèche et également la plus chaude du pays. Pendant la saison sèche (de mai à novembre) les températures peuvent dépasser les 38 °C. La majeure partie du Centre-Ouest du pays reçoit de 1 500 mm à 2 000 mm de précipitations annuelles, avec une saison sèche très marquée, alors que dans le Sud du pays les précipitations sont équitablement réparties tout au long de l'année.

## Côte et Zone Océanique

Principales caractéristiques de la côte brésilienne.

Le Brésil est baigné à l'est par l'océan Atlantique du cap Orange au ruisseau Chuí, dans une extension de 7 367 km, qui passe à 9 200 km si l'on tient compte des protubérances et des échancrures, et le long de la côte il y a une alternance de plages, falaises, dunes, mangroves, récifs, baies, bancs de sable et autres formations plus petites. La côte brésilienne subit l'influence climatique de trois courants maritimes: le courant de Guyane et le Courant du Brésil, qui sont chauds, et les Malouines (ou Falklands), froids. Le courant de Guyane baigne la côte nord et le courant brésilien la côte est, tandis que le courant des Malouines, venant du pôle sud, baigne une petite partie de la côte sud,.
Quant au relief, le plateau continental brésilien submerge jusqu'à 200 mètres, suivi d'une pente abrupte, le talus continental, dont l'inégalité qui atteint varie de 2 000 mètres de profondeur sur la côte de la Région Nord à 3 600 mètres sur la côte du Sud à la région pélagique, où les bassins dorsal et océanique (c'est-à-dire les dorsales sous-marines) apparaissent. En dessous de cette limite, la région abyssale commence. La largeur du plateau continental est assez variable, atteignant environ 400 km de la côte du Pará et se rétrécissant beaucoup le long de la côte nord-est, mais se montrant élargie près de l'embouchure des grands fleuves, où s'accumulent de nombreux dépôts de gravier, de sable et d'autres sédiments Ces caractéristiques se traduisent en général par des marées basses dont les amplitudes oscillent entre 2 et 4 mètres. Seule la côte du Maranhão enregistre des marées hautes, avec des moyennes allant jusqu'à 8 mètres à São Luís,.
La configuration géologique, alliée aux conditions climatiques, favorise le transport maritime tout au long de l'année, en plus du développement d'activités économiques telles que l'exploration pétrolière en haute mer et le tourisme et la pêche sur le littoral. Il est à noter que l'exploration pétrolière sur le plateau continental représente plus de 70% de la production brésilienne du carburant, fortement stimulée par la découverte de la couche pré-salifère, dont la formation a eu lieu lors du processus d'ouverture de l'océan Atlantique. après l'éclatement du supercontinent. Par ailleurs, environ 90% du sel consommé dans le pays est extrait sur la côte du Rio Grande do Norte, où la présence du soleil toute l'année, les faibles précipitations et les vents intenses favorisent l'évaporation de l'eau de mer et l'accumulation de compost dans Salières,,.

## Sols et végétation

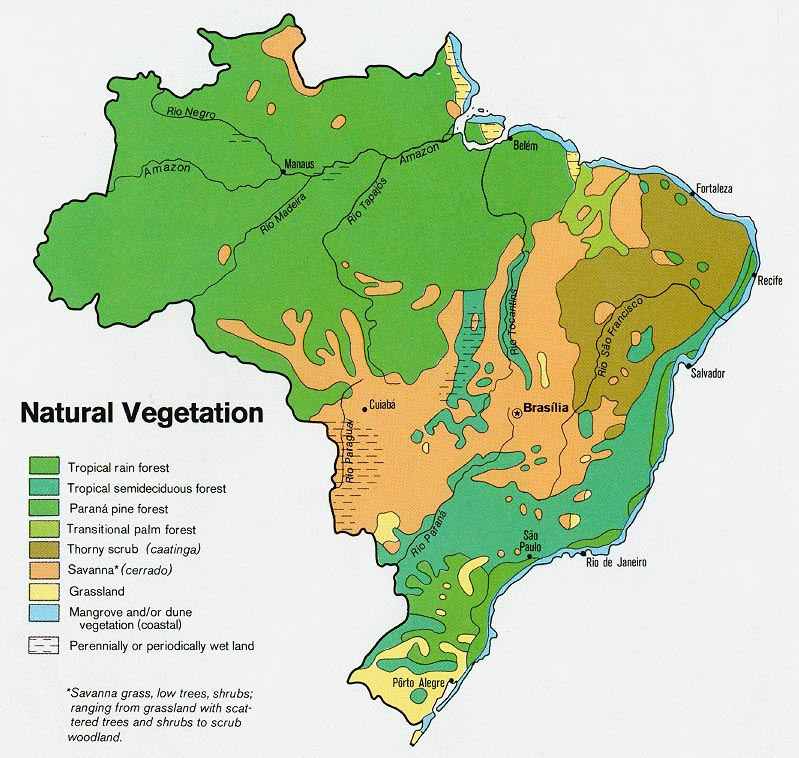
Végétation.

Six biomes distincts se partagent le territoire brésilien :
- la forêt tropicale humide (forêt amazonienne, forêt atlantique et forêt ombrophile mixte),
- la forêt tropicale sèche (littoral atlantique du Nord-Est et forêt sèche de Chiquitano près de la frontière bolivienne),
- les prairies et savanes inondées (au Pantanal),
- la savane (cerrado et caatinga),
- la mangrove (sur le littoral).
- les prairies, savanes et brousses tempérées (ou pampa dans l'extrême Sud).

La variété des climats, sols et d'écoulements des eaux du Brésil se constate dans les différents types de végétation rencontrés à travers le pays. Le bassin de l'Amazone et les autres zones aux précipitations abondantes le long de la côte atlantique sont couverts d'une forêt tropicale humide. Cette forêt pluviale comprend plus de 1 000 espèces différentes de flore et de faune par kilomètre carré. La forêt atlantique présente une diversité biologique encore supérieure à celle de la forêt amazonienne.
Dans le Nordeste semi-aride prédomine la caatinga, un type de végétation basse formée de petits épineux. La majeure partie du centre du pays est couverte d'une végétation de type savane, appelée cerrado et formée d'arbres éparses, de buissons et d'herbe résistantes à la sécheresse. Ce milieu constitue la principale zone de développement agricole depuis les années 1970. Dans le sud du pays, la forêt ombrophile mixte, à base de pins du Paraná (ou araucaria), couvre les hautes-terres tandis qu'une végétation de plaine similaire à la pampa argentine s'étend sur les basses-terres du Rio Grande do Sul. Dans le Mato Grosso, les terrains marécageux du Pantanal, couverts de grandes herbes, de plantes ligneuses et d'arbres éparses à la saison sèche, sont largement inondées durant la saison des pluies.
Le Brésil, dont le nom provient du bois de Pernambouc (pau-brasil en portugais) est connu depuis longtemps pour la richesse de ses forêts littorales. Celle-ci ne sont cependant plus exploitées aussi intensément à l'heure actuelle que les forêts d'Asie et d'Afrique qui n'ont commencées à s'épuiser qu'à partir des années 1980. Elle est peu exploitée pour son bois, à l'exception des forêts d'araucaria du Sud du pays.
Les principales zones de terres fertiles, la « terre rouge » (terra roxa en portugais) se situent dans les États du Paraná de São Paulo. Les terres les moins fertiles sont celles du bassin de l'Amazone, couvertes par la forêt pluviale. Les terres du Nordeste sont généralement fertiles mais souffrent d'un manque d'eau, malgré la pratique de l'irrigation.
Dans les années 1980, des investissements ont permis l'usage de l'irrigation dans le Nordeste et au Rio Grande do Sul, qui est passé d'une agriculture d'élevage extensif à la culture du riz et du soja. Les sols de la savane sont également rendus utilisable pour la culture du soja par correction d'acidité, usage de fertilisants, sélection des plants et parfois irrigation. Avec la modernisation de l'agriculture depuis les années 1970-1980, le facteur de la fertilité du sol a perdu de son importance pour la production agricole. La poussée vers de nouvelles terres à cultiver a donc perdu de sa vigueur.

## Îles océaniques
La plupart des îles brésiliennes sont côtières, situées le long de la côte et appuyées sur le plateau continental. Il y en a des centaines, mettant en évidence, entre autres, les îles de l'archipel des Abrolhos, l'île de São Sebastião, l'île de São Vicente et les trois capitales d'État basées sur des îles : Florianópolis, Vitória et São Luís. Il existe également des îles océaniques, éloignées des côtes et émergeant de la dorsale atlantique, dont cinq appartiennent au Brésil.

## Population

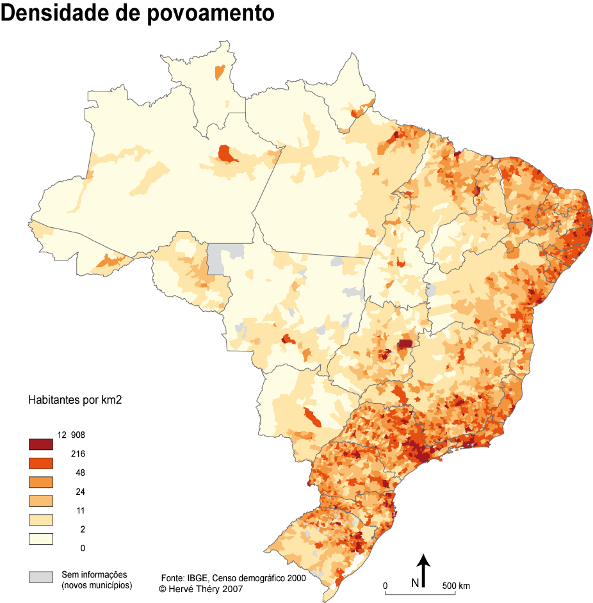
Densité de population au Brésil.

Au dernier recensement datant de 2010, la population du Brésil s'élève à 185 712 713 habitants. Le Brésil est le cinquième pays au monde pour sa population.
La population se répartit principalement sur le littoral et dans les régions Sud-Est (plus de 77 millions d'habitants) et Nord-Est (plus de 51 millions d'habitants), où se situent également les principales agglomérations du pays, São Paulo, Rio de Janeiro et Salvador. São Paulo, avec plus de 11 millions d'habitants, est la plus grande ville d'Amérique du Sud. Parallèlement, le Nord et l'Ouest du pays, avec des densités de population inférieures à 10 habitants par kilomètre carré sont très faiblement peuplés.
L'immigration a joué un grand rôle dans la formation de la population brésilienne. Les premiers peuples à s'installer sur le territoire du Brésil actuel furent des peuples originaires de Sibérie qui traversèrent le détroit de Béring aux alentours de 9 000 ans av. J.-C. pour former les populations dites indigènes au moment de l'arrivée des Européens. La seconde vague d'immigration fut celle constituée des colons portugais, depuis la reconnaissance du pays par Cabral en 1500 jusqu'à son indépendance en 1822. Cette vague fut concomitante à l'arrivée forcée d'esclaves en provenance d'Afrique, du XVIe siècle jusqu'au milieu du XIXe siècle. À la fin du XIXe siècle et au début du XXe siècle de nombreux immigrants en provenance d'Europe s'installèrent dans le pays, encouragés par le gouvernement brésilien. Récemment, les principales sources d'immigration vers le Brésil sont les pays d'Asie et du Moyen-Orient.

## Ressources naturelles
Les premières richesses naturelles du Brésil sont les ressources, abondamment disponibles en surface, que sont le bois comme matériau de construction et l'eau pour son potentiel hydroélectrique. En 2007, plus de 55 % de la superficie totale du pays sont couverts de forêts. Le Brésil est par ailleurs l'un des trois principaux pays producteurs d'énergie hydroélectrique au monde avec la Chine et le Canada. En 2008, près de 80 % de l'électricité produite dans le pays est d'origine hydraulique.
Le sous-sol brésilien est riche de nombreux gisements de minéraux, parmi lesquels les plus importants sont la bauxite, l'or, le fer, le manganèse, le nickel, les phosphates, le platine ou l'uranium. Le pays compte également d'importantes réserves d'hydrocarbures, récemment découvertes, comme au large de l'État de Rio de Janeiro, qui assurent d'ores et déjà l'autosuffisance du pays vis-à-vis de sa consommation de pétrole,.

## Divisions politiques
| Océan · Atlantique Océan · Pacifique Région Nord Région Nord-Est Région Centre-Ouest Région Sud-Est Région Sud Acre Amazonas Pará Roraima Amapá Rondônia Tocantins Maranhão Bahia Piauí Ceará Rio Grande · do Norte Paraïba Pernambouc Alagoas Sergipe Mato Grosso · do Sul District · fédéral Goiás Minas Gerais São Paulo Rio de Janeiro Espírito Santo Paraná Santa Catarina Rio Grande · do Sul Argentine Bolivie Chili Colombie Guyane Guyana Paraguay Pérou Suriname Uruguay Venezuela |

Le Brésil possède deux principaux échelons de divisions administratives, les États (estados en portugais) et les municipalités (municípios en portugais). Au sein de chacune de ces divisions administratives, le pouvoir local est exercé sur le même modèle qu'au sein de l'État fédéral, avec un pouvoir exécutif, une assemblée législative et un pouvoir judiciaire spécifique.
Le Brésil est divisé en 26 États et un district fédéral, qui regroupent 5 581 municipalités. Ces États possèdent une large autonomie au sein de la fédération brésilienne mais pas de souveraineté propre. Les États peuvent être regroupés en cinq régions principales. Ces dernières sont dépourvues de prérogatives politiques et n'ont pour utilité que de regrouper des États présentant une cohérence culturelle et une unité géographique.